# Cymothoe reginaeelizabethae
Cymothoe reginaeelizabethae är en fjärilsart som beskrevs av Holland 1920. Cymothoe reginaeelizabethae ingår i släktet Cymothoe och familjen praktfjärilar. Inga underarter finns listade i Catalogue of Life.